# Welsh Premier League (2003/2004)
Welsh Premier League 2003/2004 (znana jako  JT Hughes Mitsubishi Welsh Premier League ze względów sponsorskich) był 12. sezonem najwyższej klasy rozgrywkowej w Walii. Sezon został otwarty 15 sierpnia 2003 r., a zakończył się 3 maja 2004 r. Mistrzem po raz pierwszy w swojej historii został zespół Rhyl FC.

## Skład ligi w sezonie 2003/2004
W lidze rywalizowało siedemnaście drużyn - szesnaście z poprzedniego sezonu i jedna z Cymru Alliance: Porthmadog (mistrz Cymru Alliance), który zastąpił Llanelli AFC. 
Welshpool Town uniknął spadku, ponieważ żadna z drużyn Welsh Football League Division One nie otrzymała licencji na grę w walijskiej Premier League.
Zespoły TNS Llansantffraid i Oswestry Town F.C. połączyły się 
i od 2003/2004 grają jako TNS Llansantffraid.
Cefn Druids zmienili sponsora i tym samym nazwę, od sezonu 2003/2004 grają jako NEWI Cefn Druids.
| Uczestnicy poprzedniej edycji | Uczestnicy poprzedniej edycji | Uczestnicy poprzedniej edycji | Uczestnicy poprzedniej edycji |
| --- | ----------------------------- | ----------------------------- | ----------------------------- |
| BAR | Barry Town                    | Barry                         | 1                             |
| TNS | Total Network Solutions       | Llantsantffraid, Oswestry     | 2                             |
| BAN | Bangor City                   | Bangor                        | 3                             |
| ABE | Aberystwyth Town F.C.         | Aberystwyth                   | 4                             |
| CQN | Connah’s Quay Nomads F.C.     | Connah’s Quay                 | 5                             |
| RHY | Rhyl FC                       | Rhyl                          | 6                             |
| AFA | Afan Lido                     | Aberavon, Neath Port Talbot   | 7                             |
| CWS | Caersws                       | Caersws                       | 8                             |
| CWM | Cwmbran Town                  | Cwmbran                       | 9                             |
| NTW | Newtown A.F.C.                | Newtown                       | 10                            |
| PTT | Port Talbot Town F.C.         | Port Talbot                   | 11                            |
| CDR | Flexsys Cefn Druids           | Cefn Mawr, Wrexham            | 12                            |
| HAV | Haverfordwest County          | Haverfordwest                 | 13                            |
| CAE | Caernarfon Town               | Caernarfon                    | 14                            |
| CMR | Carmarthen Town               | Carmarthen                    | 15                            |
| WEL | Welshpool Town                | Welshpool                     | 17                            |
| Awans z Cymru Alliance |                               |                               |                               |
| POR | Porthmadog                    | Porthmadog                    | 1                             |
| Oznaczenia: - kolumna pierwsza – skróty nazw drużyn, - kolumna trzecia – siedziba klubu, - kolumna czwarta – miejsce zajęte w poprzednim sezonie. |                               |                               |                               |

## Rozgrywki

### Tabela
| Lp. | Drużyna                 | M  | Z  | R  | P  | B+ | B- | +/– | Pkt | Kwalifikacja lub spadek                      |
| --- | ----------------------- | -- | -- | -- | -- | -- | -- | --- | --- | -------------------------------------------- |
| 1   | Rhyl (M, P)             | 32 | 23 | 8  | 1  | 76 | 26 | +50 | 77  | Liga Mistrzów UEFA • I runda kwalifikacyjna  |
| 2   | Total Network Solutions | 32 | 24 | 4  | 4  | 77 | 28 | +49 | 76  | Puchar UEFA • I runda kwalifikacyjna         |
| 3   | Haverfordwest County    | 32 | 17 | 11 | 4  | 40 | 23 | +17 | 62  | Puchar UEFA • I runda kwalifikacyjna         |
| 4   | Aberystwyth Town        | 32 | 18 | 5  | 9  | 59 | 39 | +20 | 59  | Puchar Intertoto UEFA • I runda              |
| 5   | Caersws                 | 32 | 15 | 10 | 7  | 63 | 41 | +22 | 55  |                                              |
| 6   | Bangor City             | 32 | 16 | 6  | 10 | 72 | 47 | +25 | 54  |                                              |
| 7   | Cwmbran Town            | 32 | 15 | 3  | 14 | 51 | 44 | +7  | 48  |                                              |
| 8   | Connah’s Quay Nomads    | 32 | 11 | 9  | 12 | 58 | 55 | +3  | 42  |                                              |
| 9   | Caernarfon Town         | 32 | 11 | 9  | 12 | 65 | 65 | 0   | 42  |                                              |
| 10  | Newtown                 | 32 | 12 | 5  | 15 | 43 | 50 | −7  | 41  |                                              |
| 11  | Port Talbot Town        | 32 | 11 | 6  | 15 | 41 | 51 | −10 | 39  |                                              |
| 12  | Porthmadog              | 32 | 11 | 3  | 18 | 41 | 55 | −14 | 36  |                                              |
| 13  | NEWI Cefn Druids        | 32 | 11 | 2  | 19 | 44 | 59 | −15 | 35  |                                              |
| 14  | Afan Lido               | 32 | 8  | 8  | 16 | 31 | 54 | −23 | 32  |                                              |
| 15  | Welshpool Town          | 32 | 6  | 7  | 19 | 35 | 71 | −36 | 25  |                                              |
| 16  | Carmarthen Town         | 32 | 3  | 11 | 18 | 28 | 69 | −41 | 20  |                                              |
| 17  | Barry Town (S)          | 32 | 3  | 7  | 22 | 30 | 77 | −47 | 16  | Spadek do Welsh Football League Division One |

1. ↑  Cefn Druids zmienili sponsora i przyjęli nazwę NEWI Cefn Druids.

### Wyniki
| Gospodarz \ Gość        | ABE | AFA | BAN | BAR | CAE | CWS | CMR | CDR | CQN | CWM | HAV | NTW | PTT | POR | RHY | TNS | WEL |
| ----------------------- | --- | --- | --- | --- | --- | --- | --- | --- | --- | --- | --- | --- | --- | --- | --- | --- | --- |
| Aberystwyth Town        |     | 1–2 | 1–2 | 3–1 | 2–1 | 2–0 | 5–1 | 1–0 | 2–1 | 1–0 | 1–1 | 2–1 | 1–1 | 1–0 | 2–2 | 0–3 | 5–0 |
| Afan Lido               | 0–1 |     | 0–0 | 1–1 | 0–1 | 0–0 | 3–3 | 3–1 | 2–0 | 0–4 | 0–0 | 0–1 | 1–2 | 1–0 | 1–2 | 2–3 | 1–0 |
| Bangor City             | 2–3 | 3–0 |     | 2–1 | 1–1 | 1–1 | 2–2 | 0–3 | 2–1 | 7–2 | 3–3 | 2–1 | 1–2 | 4–1 | 2–3 | 0–1 | 5–0 |
| Barry Town              | 1–2 | 0–1 | 0–3 |     | 0–5 | 1–3 | 0–0 | 0–1 | 0–2 | 0–2 | 0–2 | 3–2 | 3–1 | 2–3 | 0–3 | 2–3 | 5–4 |
| Caernarfon Town         | 3–2 | 2–2 | 4–5 | 8–0 |     | 2–4 | 1–1 | 3–2 | 5–5 | 1–0 | 0–1 | 0–3 | 2–0 | 0–2 | 1–1 | 2–2 | 4–1 |
| Caersws                 | 0–0 | 2–2 | 1–4 | 1–0 | 2–2 |     | 3–0 | 3–1 | 0–1 | 4–1 | 0–0 | 4–0 | 1–0 | 3–2 | 3–3 | 0–2 | 3–0 |
| Carmarthen Town         | 1–2 | 2–1 | 1–4 | 0–0 | 1–4 | 1–7 |     | 2–0 | 2–2 | 0–2 | 0–1 | 0–1 | 1–2 | 1–0 | 0–0 | 1–4 | 0–2 |
| NEWI Cefn Druids        | 1–3 | 5–3 | 1–5 | 2–1 | 1–3 | 2–2 | 2–2 |     | 1–2 | 0–2 | 1–0 | 2–1 | 0–1 | 3–0 | 0–2 | 0–2 | 4–2 |
| Connah’s Quay Nomads    | 0–4 | 4–0 | 3–2 | 4–1 | 3–0 | 3–5 | 1–1 | 0–1 |     | 3–2 | 0–1 | 2–3 | 3–1 | 1–3 | 0–2 | 1–1 | 1–1 |
| Cwmbran Town            | 2–1 | 4–1 | 1–2 | 2–1 | 0–1 | 2–2 | 3–1 | 0–2 | 3–3 |     | 0–1 | 1–2 | 3–0 | 1–0 | 1–1 | 0–1 | 2–1 |
| Haverfordwest County    | 3–1 | 0–0 | 1–0 | 2–2 | 1–1 | 3–0 | 1–0 | 1–0 | 1–2 | 2–1 |     | 1–0 | 1–1 | 1–0 | 2–1 | 1–0 | 1–1 |
| Newtown                 | 1–1 | 2–0 | 2–5 | 3–0 | 2–0 | 0–0 | 1–1 | 2–3 | 2–1 | 1–3 | 1–1 |     | 1–0 | 1–0 | 0–2 | 2–5 | 1–0 |
| Port Talbot Town        | 1–3 | 0–2 | 0–0 | 2–2 | 4–1 | 0–2 | 3–1 | 3–2 | 1–1 | 2–3 | 2–0 | 2–0 |     | 3–2 | 1–2 | 1–4 | 0–1 |
| Porthmadog              | 2–1 | 2–0 | 0–1 | 2–2 | 3–2 | 2–3 | 3–1 | 3–1 | 1–1 | 0–2 | 0–2 | 3–2 | 1–2 |     | 0–2 | 1–1 | 3–0 |
| Rhyl                    | 5–3 | 3–0 | 2–0 | 4–0 | 7–1 | 2–1 | 4–0 | 2–0 | 1–1 | 1–0 | 1–1 | 1–1 | 2–1 | 6–1 |     | 1–0 | 3–0 |
| Total Network Solutions | 1–0 | 5–0 | 2–1 | 3–0 | 4–1 | 1–3 | 4–0 | 2–1 | 3–2 | 2–1 | 2–0 | 2–1 | 2–0 | 4–0 | 2–3 |     | 1–1 |
| Welshpool Town          | 0–2 | 0–2 | 3–1 | 1–1 | 3–3 | 1–0 | 1–1 | 3–1 | 1–4 | 0–1 | 2–4 | 3–2 | 2–2 | 0–1 | 1–2 | 0–5 |     |

## Lista strzelców
| Zawodnik            | Drużyna                   | Bramki |
| ------------------- | ------------------------- | ------ |
| Andy Moran          | Rhyl FC                   | 27     |
| Graham Evans        | Caersws                   | 24     |
| Chris Summers       | Cwmbran Town              | 21     |
| Stuart Rain         | Connah’s Quay Nomads F.C. | 20     |
| Aden Shannon        | NEWI Cefn Druids          | 19     |
| Michael Wilde       | Total Network Solutions   | 18     |
| Marc Lloyd-Williams | Aberystwyth Town F.C.     | 18     |
| Tommy Mutton        | Connah’s Quay Nomads F.C. | 17     |
| Paul Gedman         | Bangor City               | 16     |
| Jamie Wood          | Total Network Solutions   | 14     |

Źródło: .

## Najlepsi w sezonie
| Trener   | John Hulse  | Rhyl FC | [ 12 ] |
| Zawodnik | Tim Edwards | Rhyl FC | [ 13 ] |

## Stadiony
| Aberystwyth Town |
| ---------------- |
| Park Avenue      |
| Pojemność: 2 500 |
|                  |

| Afan Lido        |
| ---------------- |
| Marston Stadium  |
| Pojemność: 4 200 |
|                  |

| Bangor City         |
| ------------------- |
| Farrar Road Stadium |
| Pojemność: 1 500    |
|                     |

| Barry Town          |
| ------------------- |
| Jenner Park Stadium |
| Pojemność: 2 475    |
|                     |

| Caernarfon Town  |
| ---------------- |
| The Oval         |
| Pojemność: 3 000 |
|                  |

| Caersws                    |
| -------------------------- |
| Recreation Ground, Caersws |
| Pojemność: 4 000           |
|                            |

| Carmarthen Town  |
| ---------------- |
| Richmond Park    |
| Pojemność: 3 000 |
|                  |

| NEWI Cefn Druids  |
| ----------------- |
| Plaskynaston Lane |
| Pojemność: 2 000  |
|                   |

| Connah’s Quay Nomads |
| -------------------- |
| Deeside Stadium      |
| Pojemność: 1 500     |
|                      |

| Cwmbran Town      |
| ----------------- |
| Cwmbran Stadium   |
| Pojemność: 10 500 |
|                   |

| Haverfordwest County  |
| --------------------- |
| Bridge Meadow Stadium |
| Pojemność: 2 467      |
|                       |

| Newtown          |
| ---------------- |
| Latham Park      |
| Pojemność: 5 000 |
|                  |

| Port Talbot Town |
| ---------------- |
| Victoria Road    |
| Pojemność: 3 000 |
|                  |

| Porthmadog       |
| ---------------- |
| Y Traeth Stadium |
| Pojemność: 2 000 |
|                  |

| Rhyl             |
| ---------------- |
| Belle Vue        |
| Pojemność: 3 000 |
|                  |

| Total Network Solutions |
| ----------------------- |
| Recreation Ground       |
| Pojemność: 2 000        |
|                         |

| Welshpool Town F.C.          |
| ---------------------------- |
| Maes y Dre Recreation Ground |
| Pojemność: 3 000             |
|                              |